# Émile Lambot
Émile Lambot (1869-1940) est un architecte belge adepte de l'Art nouveau et actif à Bruxelles.

## Biographie
Émile Lambot s'inscrit dans la tendance « Art nouveau floral » initiée par Victor Horta (par opposition à la tendance « Art nouveau géométrique » initiée par Paul Hankar : voir Art nouveau en Belgique).
Il en est l'un des représentants les plus doués, bien qu'ayant laissé assez peu de réalisations.

## Réalisations remarquables
Son œuvre la plus remarquable est la maison située au no 24 de la rue Félix Delhasse à Saint-Gilles (1905). 
Cette maison présente une belle porte en chêne encadrée de deux remarquables consoles soutenant un élégant oriel lui-même surmonté d'une terrasse. Ces consoles, très  imposantes, présentent de magnifiques motifs végétaux stylisés typiques de la ligne en coup de fouet caractérisant l'Art Nouveau Floral.
On trouve des consoles assez semblables, bien que plus modestes, sur la façade de la maison située au no 19 du boulevard du Jubilé, à Molenbeek-Saint-Jean.

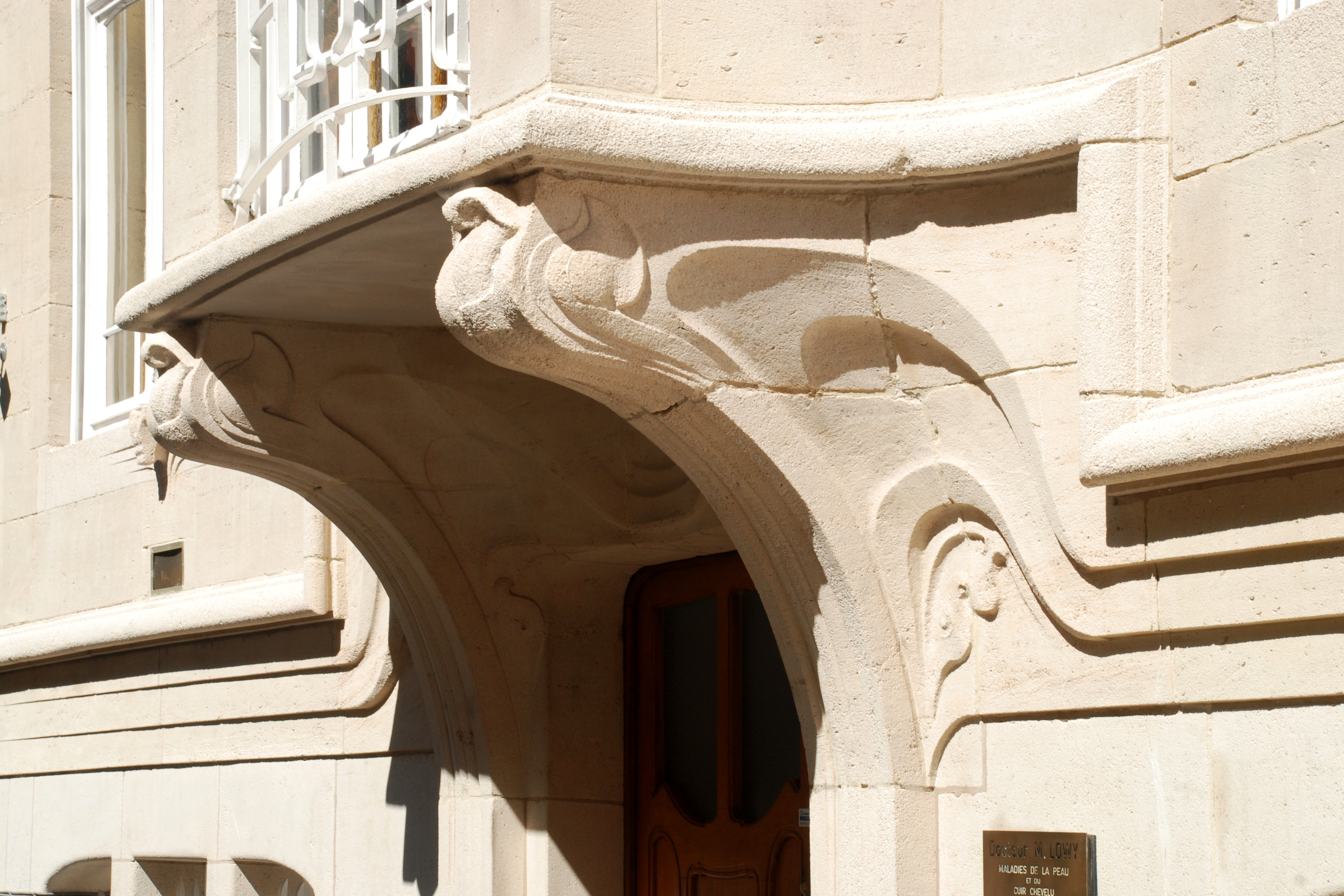
Rue Félix Delhasse 24.

## Immeubles teintés d'Art nouveau
- 1898 : Maison-atelier du peintre Émile Fabry, 6 rue du Collège Saint-Michel (sculptures de Pierre Braecke)
- 1904 : Maison Van de Graaf, 34 rue Elise (Ixelles)

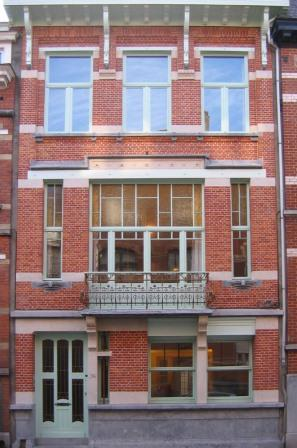
Rue Élise 34, Ixelles (Bruxelles).

## Immeubles de style « Art nouveau floral »
- 1905 : 24 rue Félix Delhasse (consoles sculptées, oriel, garde-fou en fer forgé)
- 1906 : 19 boulevard du Jubilé (consoles sculptées)[2]
- 303 avenue de la Reine
- 305 avenue de la Reine

## Immeubles de style éclectique
- 1905 : maison du peintre Paul Mathieu, 172 rue Américaine